# 吉姆·霍尔斯坦
詹姆斯·H·霍尔斯坦（英語：James H. Holstein，1930年9月24日—2007年12月16日），美国NBA联盟的前职业篮球运动员。